# Prisma pentagonale biaumentato
In geometria solida, il prisma pentagonale biaumentato è un poliedro con 13 facce che può essere costruito, come intuibile dal suo nome, aumentando un prisma pentagonale facendo combaciare due delle sue facce laterali equatoriali non adiacenti con la base di due piramidi quadrate.

## Caratteristiche
Il prisma pentagonale biaumentato è uno dei 92 solidi di Johnson, in particolare quello indicato come J53, ossia un poliedro strettamente convesso avente come facce dei poligoni regolari ma comunque non appartenente alla famiglia dei poliedri uniformi, ed è il quinto di una serie di nove prismi aumentati tutti facenti parte dei solidi di Johnson. Nel caso in cui le due piramidi fossero attaccate a due facce equatoriali adiacenti, il poliedro risultato non sarebbe più convesso e non sarebbe quindi un solido di Johnson.
Per quanto riguarda i 12 vertici di questo poliedro, su 8 di essi incidono una faccia pentagonale, una quadrata e due triangolari,  su 2 vertici incidono una faccia pentagonale e due quadrate, e su altri 2 vertici incidono quattro facce triangolari.

## Formule
Considerando un prisma pentagonale biaumentato avente come facce dei poligoni regolari aventi lato di lunghezza {\displaystyle a}, le formule per il calcolo del volume {\displaystyle V} e della superficie {\displaystyle A} risultano essere:
{\displaystyle V=\left({\frac {\sqrt {2}}{3}}+{\frac {\sqrt {25+10{\sqrt {5}}}}{4}}\right)a^{3}\approx 2,1918819\ldots a^{3};}
{\displaystyle A=\left(3+2{\sqrt {3}}+{\frac {1}{2}}{\sqrt {25+10{\sqrt {5}}}}\right)a^{2}\approx 9,9050564\ldots a^{2}.}

## Poliedro duale
Il poliedro duale del prisma pentagonale biaumentato è una bipiramide pentagonale parabilaterotroncata.

## Poliedri correlati
Il prisma pentagonale biaumentato può essere diminuito sottraendogli una piramide a base quadrata e formando il prisma pentagonale aumentato, anch'esso facente parte dei solidi di Johnson.